# Saint-Coutant (Charente)
Saint-Coutant é uma comuna francesa na região administrativa da Nova Aquitânia, no departamento de Charente. Estende-se por uma área de 19,4 km². Em 2010 a comuna tinha 220 habitantes (densidade: 11,3 hab./km²).